# Kenneth Lewis Anderson
Kenneth Lewis Anderson (Hillsborough, 11 settembre 1805 – 3 luglio 1845) è stato un politico statunitense.
Fu il quarto e ultimo Vice Presidente della Repubblica del Texas.

## Biografia
Anderson nacque a Hillsborough, nella Carolina del Nord, dove egli lavorò come calzolaio fin dalla tenera età. Dal 1824 andò a vivere a Bedford County, Tennessee, dove divenne vicesceriffo nel 1826 e sceriffo nel 1830; divenne colonnello nel 1832.
Nel 1837 lui e la sua famiglia si trasferirono a San Augustine, Texas dove la moglie di suo cognato Joseph Rowe aveva vissuto per cinque anni. Nel 1838 Anderson divenne vicesceriffo e successivamente sceriffo. Fu probabilmente dopo il suo arrivo in Texas, che cominciò a studiare per diventare avvocato. Il presidente del Texas Mirabeau B. Lamar lo nominò collettore della dogana per il quartiere di San Agostino, carica confermata il 21 novembre 1839. Servì da collettore fino a diventare un candidato per San Augustine County per la Camera dei rappresentanti del Sesto Congresso nel 1841; vinse con la più grande maggioranza della storia di San Augustine County fino ad allora.
Come un partigiano di Sam Houston, Anderson fu eletto presidente della Camera il 1º novembre, 1841. Guidò subito un tentativo non riuscito per mettere sotto accusa il presidente Lamar e Vice Presidente David G. Burnet. Nel 1842 contribuì a convincere il presidente Houston a porre il veto alla proposta di legge di guerra popolare, ma pericolosa, che cercò di forzare l'invasione del Messico.
Dopo un periodo, e nonostante le suppliche di Houston, Anderson si ritirò poi nel 1842 alla pratica legale in San Augustine con Royall T. Wheeler; finalmente formò una partnership con J. Henderson Pinckney e Thomas Jefferson Rusk. Nel dicembre Anderson diventò procuratore distrettuale del Quinto Distretto Giudiziario. Nel 1844 Anderson fu spesso citato come candidato alla presidenza della repubblica, ma alla fine si candidò per la vice-presidenza. L'avversario di Anderson, Patrick Jack, morì prima delle elezioni, e Anderson vinse quasi all'unanimità. Nel giugno 1845 il Congresso del Texas approvò l'annessione del Texas da parte degli Stati Uniti.
Dopo il voto di annessione lasciò immediatamente la casa pur essendo malato. Dopo sole venti miglia, al Fanthorp Inn nella moderna Anderson, Texas, la febbre salì e morì in carica all'età di 39 anni. Il vice presidente fu considerato il principale candidato a diventare il primo governatore del Texas. Fu invece il suo socio di legge, Pinckney Henderson, ad essere eletto governatore nel mese di dicembre.